# Tillandsia 'Pink Sugar'
Tillandsia 'Pink Sugar' es un  cultivar híbrido del género Tillandsia perteneciente a la familia  Bromeliaceae.
Es un híbrido creado con las especies Tillandsia sucrei × Tillandsia geminiflora.